# Johariho okno

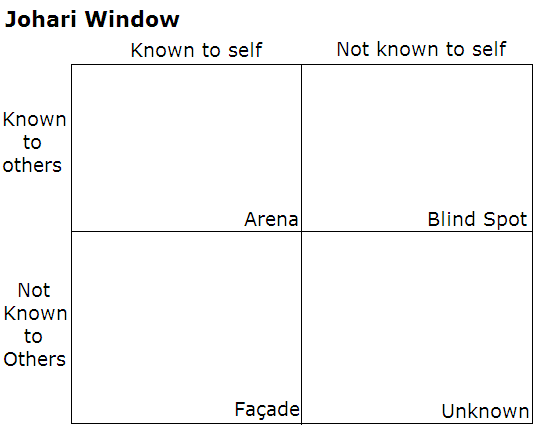
Johariho okno

Johariho okno jako Vennův diagram
popisuje průnik mezi a+) "Known to self" nebo "mně známé" and a-) "Not known to self" nebo "mně neznámý" na jedné straně a na druhé straně b+) "Known to others" nebo "známé ostatním" and b-) "Not known to others" nebo "neznámé ostatním". c ukazuje průnik, obsahující všechny čtyři části okna

Pojem Johari okno, někdy též Johari okénko, náleží do sféry kognitivní psychologie a označuje metodu sebepoznání, vytvořenou Josephem Luftem a Harringtonem Inghamem v roce 1955 v USA za účelem většího sebeuvědomění skupiny. Název johari je složeninou křestních jmen autorů metody (Jo-Harry). Nejčastěji bývá Johariho okno používáno v různých svépomocných skupinách jako heuristické cvičení.
Irský filosof a spisovatel Charles Handy připodobnil Johariho okno k domu se čtyřmi místnostmi. V první místnosti se nacházejí ty osobní vlastnosti, o nichž ví jejich nositel i jeho okolí. Druhá místnost náleží těm aspektům, které ostatní vidí, zatímco člověk sám si jich není vědom. Třetí místnost pak slouží jako náš soukromý prostor, o němž my sami víme, ale před ostatními lidmi zůstává skryt. Čtvrtá, nejtajemnější z celého domu, je místnost nevědomí nebo také podvědomí. To, co ukrývá, je skryto majiteli domu i okolním lidem.

## Sestavení Johari okna
Subjektu je předložen seznam asi 50 přídavných jmen, z nichž vybírá 5 nebo 6 takových, která charakterizují jeho vlastní osobnost.
Stejný seznam přídavných jmen obdrží také vrstevníci subjektu, kteří vyberou stejný počet přídavných jmen, které podle nich nejlépe vystihují povahu testovaného subjektu.
Všechna slova ze seznamu se následně rozdělí do čtyř kvadrantů tabulky, zvané Johariho okno.
Aréna nebo Otevřený prostor

Přídavná jména, která označili všichni zúčastnění, tedy subjekt i jeho vrstevníci, se řadí do prvního kvadrantu, označeného jako Otevřený prostor neboli Aréna, tedy zápasiště. Jsou to vlastnosti, které vidí všichni, subjekt i ostatní lidé v jeho okolí.
Blind spot nebo Slepé místo

Přídavná jména, která nebyla vybrána subjektem samotným, ale pouze jeho vrstevníky, jsou zařazena ve třetím kvadrantu tabulky, v tzv. Slepém místě. Tyto aspekty své osobnosti si subjekt sám neuvědomuje, ale pro jeho okolí jsou patrné. A záleží jen na jeho vrstevnících, zda vůbec a jakým způsobem bude o těchto vlastnostech jejich nositele informovat.
Facade nebo Skrytý prostor

Do této části Johariho okna náleží přídavná jména, která označil pouze sám subjekt, ale žádný z jeho vrstevníků. Představují informace, které si subjekt uvědomuje, avšak před jeho okolím zůstávají skryty.
Unknown nebo Neznámý prostor

Zbylá přídavná jména ze seznamu, která neoznačil ani subjekt, ani jeho vrstevníci, se řadí do kvadrantu s označením Neznámé. Jsou to informace o chování a motivech subjektu, které nebyly rozpoznány žádným z účastníků buď proto, že k subjektu nesedí, anebo o těchto vlastnostech obecně neexistuje žádné povědomí.
Patří sem například nerozvinutý lidský potenciál, o němž nemáme nejmenší ponětí ani my sami, ani naše okolí.

## Seznam přídavných jmen
Tato adjektiva představují soubor základních lidských vlastností, které subjekty přiřazují k sobě a svým vrstevníkům.
| - bezprostřední - citlivý - drzý - důstojný - důvěryhodný - důvtipný - empatický - energický - extrovertní - hrdý - idealistický - informovaný - inteligentní - introvertní | - klidný - laskavý - láskyplný - moudrý - napjatý - nápomocný - nervózní - nesmělý - nezávislý - odvážný - organizovaný - pohotový - pošetilý - praktický | - přátelský - přemýšlivý - přijímající - přizpůsobivý - racionální - sebejistý - sebevědomý - schopný - skromný - složitý - soucitný - spolehlivý - starostlivý - šťastný | - štědrý - tichý - trpělivý - uvědomělý - uvolněný - veselý - vnímavý - vřelý - všímavý - výkonný - vyspělý - zasněný - zbožný - zvídavý |

## Terapie změnou obsahů okna
Vlastnosti obsažené v jednotlivých kvartálech Johariho okna nejsou stejně početné ani neměnné. Množství a povaha vlastností ve všech oblastech se mění s věkem a životními zkušenostmi. Kromě toho s nimi lze také vědomě pracovat a učit se vnímat stále více aspektů své osobnosti.
Cílem snažení může být rozšíření otevřené oblasti na úkor skrytého, což přispívá k větší intimitě v mezilidských vztazích. Prospěšný je rovněž průzkum temných oblastí slepého místa (například pomocí analýzy videonahrávek sebe sama) a prostoru neznámých vlastností, který nám pomůže lépe vyjít s ostatními a také sami se sebou.